# Maureville
Maureville település Franciaországban, Haute-Garonne megyében. Lakosainak száma 295 fő (2022. január 1.). Maureville Aurin, Caragoudes, Caraman és Tarabel községekkel határos.

## Népesség
A település népességének változása:
| Lakosok száma | 185  | 218  | 208  | 279  | 303  | 301  | 304  | 307  | 305  | 295  |
|               | 1968 | 1982 | 1990 | 2006 | 2013 | 2015 | 2017 | 2019 | 2020 | 2022 |